# Fosse intercondylaire
La fosse intercondylaire ( ou fossette intercondylienne ou échancrure intercondylienne) est une encoche profonde entre les surfaces arrière des condyles médial et latéral du fémur.
Elle est irrégulière, rugueuse et parsemée de trous vasculaires.
Elle donne insertion aux ligaments croisés antérieur et postérieur de l'articulation fémoro-tibiale.